# ザ・ビジョン (プロレス)
ザ・ビジョン（The Vision）は、アメリカ合衆国のプロレス団体WWEで活動するヒールユニット。

## 歴史

### 2025年
2025年4月19日のPPV『レッスルマニア41』にてセス・ロリンズ、ローマン・レインズ、CMパンクによるトリプルスレットマッチが行わる。当初パンクのセコンドに付いていたポール・ヘイマンが試合中にパンクを裏切りレインズへ加担し、さらにレインズも裏切って最終的にはロリンズと結託。ヘイマンの介入もありロリンズが勝利した。21日のRawにてブロン・ブレイカーを新メンバーに加え、報復を試みたレインズとパンクを圧倒した。5月24日、サタデーナイト・メインイベントにてロリンズとブレイカーがタッグマッチでパンク、サミ・ゼインと対戦。ブロンソン・リードの乱入により勝利し、リードが新たなメンバーとして加わった。
7月7日のPPV『マネー・イン・ザ・バンク』のマネー・イン・ザ・バンク・ラダーマッチでロリンズが勝利し、いつでもどこでも王座に挑戦できる権利を獲得。ロリンズは12日のサタデーナイト・メインイベントでLAナイトとシングルマッチを行ったが、試合中に膝を負傷し敗れた。
8月2日のPPV『サマースラム』では、ブレイカーとリードがタッグマッチでローマン・レインズ、ジェイ・ウーソに敗北。同日のメインイベントでCMパンクがグンターに勝利して世界ヘビー級王座を戴冠した直後、怪我のため欠場していたロリンズが登場。実は怪我をしていなかったことが明らかとなり、そのままリングへ上がるとマネーの権利を行使。疲労困憊のパンクに勝利して王座を戴冠した。4日のRawにて、ユニット名「ザ・ビジョン」が発表された。